# Linothele cristata
Linothele cristata är en spindelart som först beskrevs av Cândido Firmino de Mello-Leitão 1945. 
Linothele cristata ingår i släktet Linothele och familjen Dipluridae. Inga underarter finns listade i Catalogue of Life.